# Aranykút
Aranykút (románul Aruncuta) falu Romániában, Kolozs megyében.

## Fekvése
Kolozsvártól 40 kilométerre keletre, a Mezőség dombjai között fekszik.

## Nevének eredete
Jó vizű forrásról kapta nevét. Az eredeti falumag a helyiek szerint a mai falu nyugati, Ciurgǎu vagy Cremeniș nevű részében feküdt, ahol több, iható vizű forrás fakad. A Ciurgǎu vizét ma öntözésre használják. Első említése, Arankuth alakban 1346-ból való. Ennek 660-ik évfordulóján, 2006-ban határában emlékművet is avattak.

## Története
A 15. században és később is főként román lakosságú falu volt. Akkor a Suki, a 17–20. században a Haller, a Wesselényi, a Kornis, a Karacsay, a Dorgó, a Vajda és a Hatfaludy család birtokolta.
1885-ben 3489 holdas határának 55%-a volt szántóföld, 22%-a rét és 13%-a legelő.
Az EMKE 1899-ben, lakossága megmagyarosítása céljából magyar iskolát nyitott a faluban.
1928-ban, mai templomának felépítésekor lerombolták 1713 előtt épült görögkatolikus fatemplomát. Az új templomba beépítették az ugyancsak lebontott Karacsay-kúria anyagát.
Az 1980-as években a felszámolandó falvak listáján volt. Szimbolikus gesztusként, még 1989 előtt a belgiumi Musson község kötött vele testvérkapcsolatot.

## Népessége
- 1850-ben 771 lakosából 657 román, 53 magyar és 61 roma nemzetiségű; 701 görögkatolikus és 62 református vallású volt.
- 1910-ben 1035 lakosából 857 volt román, 178 magyar anyanyelvű; 855 görögkatolikus, 143 református, 20 zsidó és 14 római katolikus vallású.
- 2002-ben 410 lakosából 400 volt román és 10 magyar nemzetiségű; 390 ortodox, 9 görögkatolikus és 8 református vallású.

## Látnivalók
- A Dealul Criptei nevű dombon a nemesek temetője, benne három kripta és sírok. Többek közt a Haller, Wesselényi, Kornis és Karacsay családok tagjai nyugszanak itt. A helyet a 18. században fenyőkkel ültették be, melyeket 1960 és 1962 között kivágtak. Helyükön ma néhány zelnicemeggyfa nő.

## Híres emberek
- Itt született 1951. december 2-án Alexandru Cistelecan irodalomkritikus, publicista.

## Képek

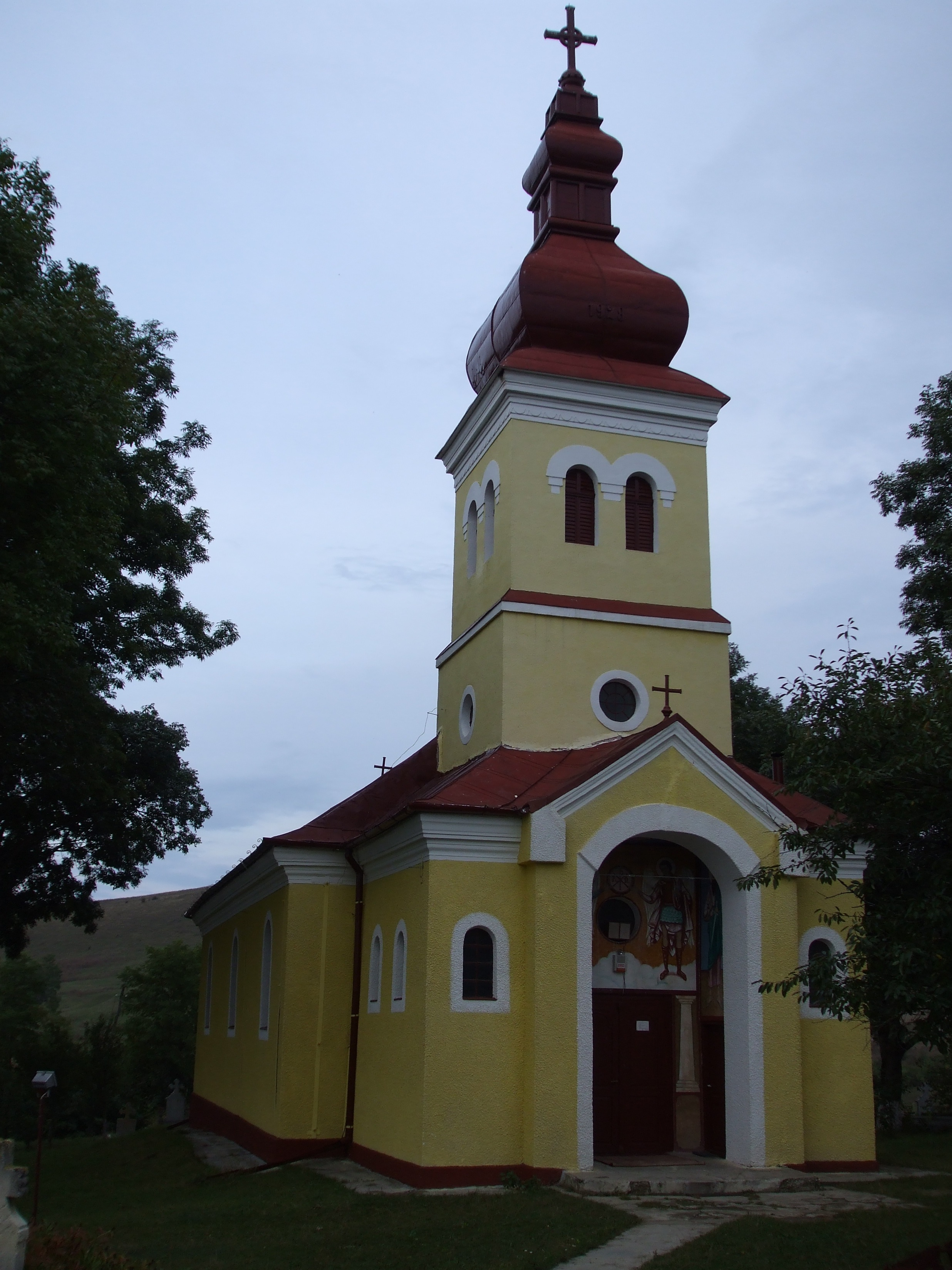
Az 1928-ban épült ortodox, eredetileg görögkatolikus templom
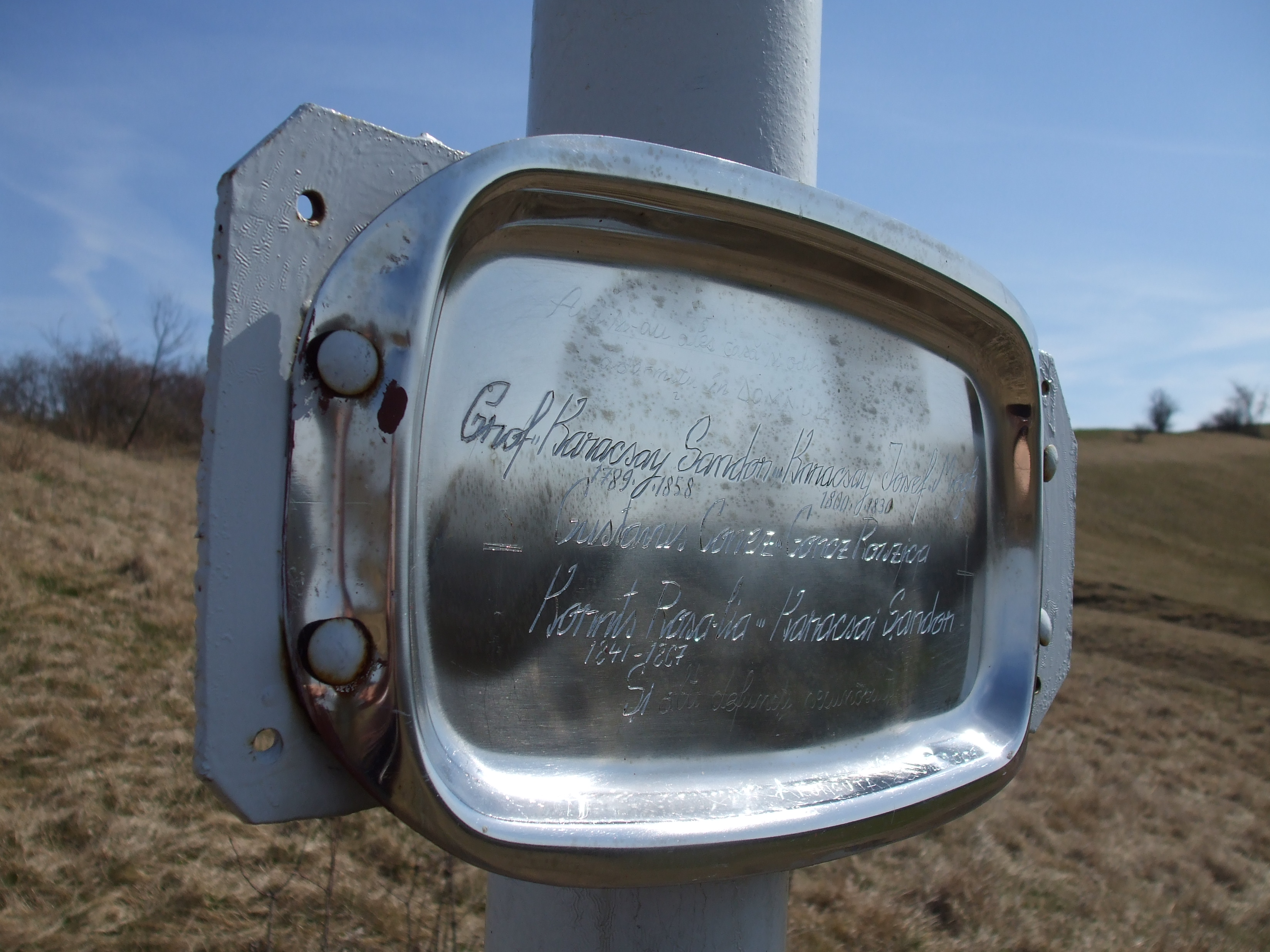
Gróf Karacsay Sándor (1789–1858) emlékjele
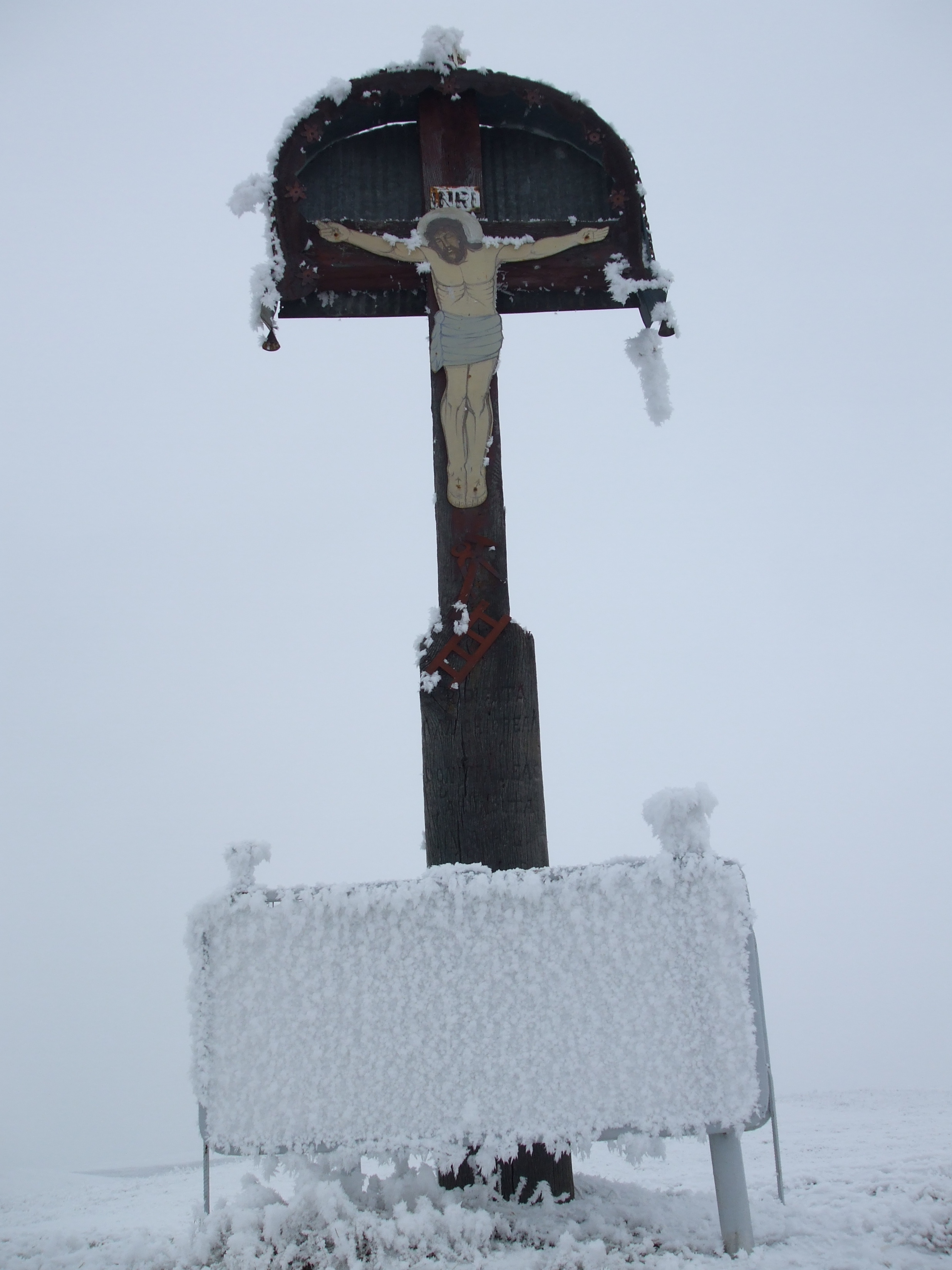
Feszület
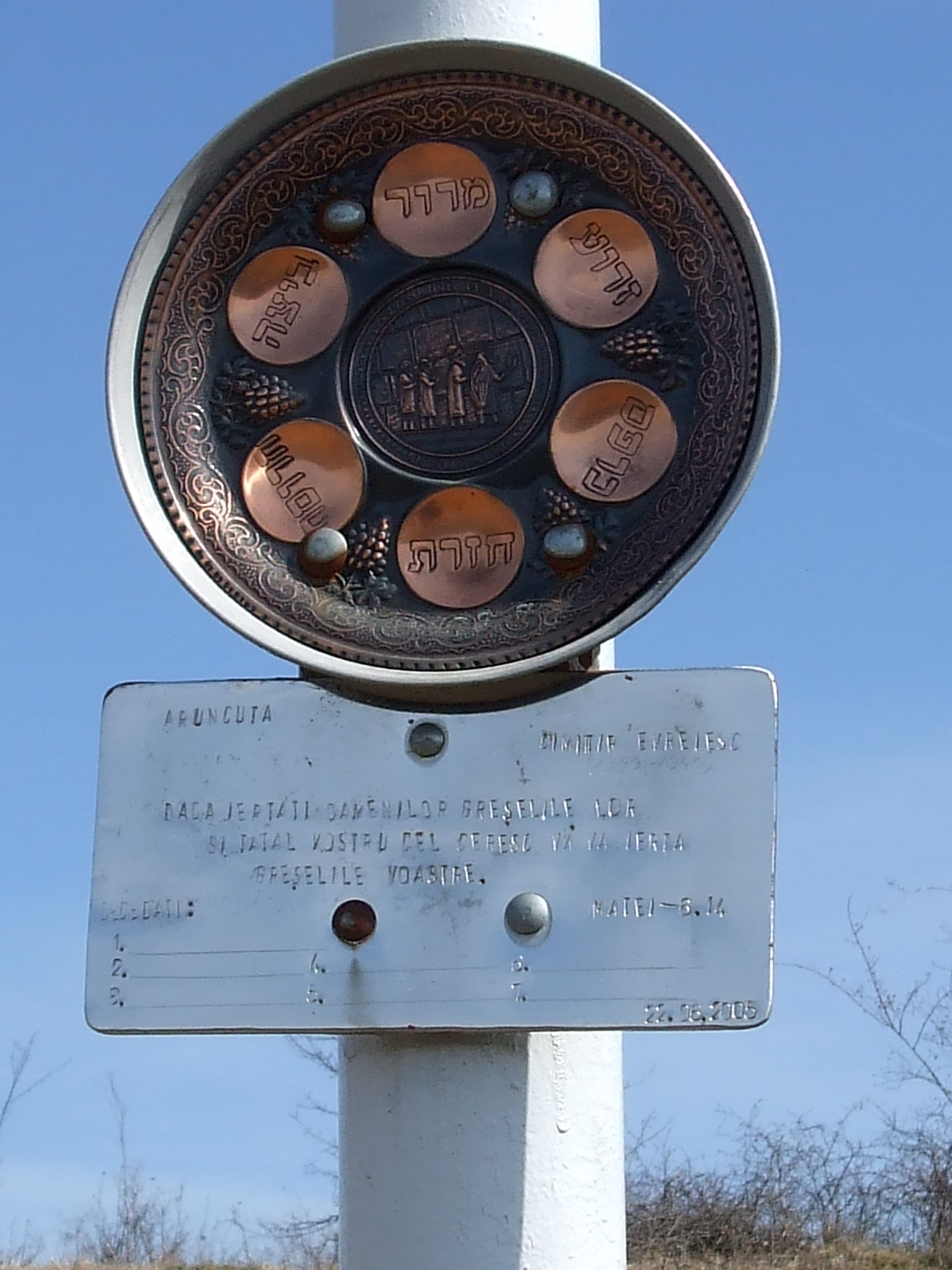
Az egykori aranykúti zsidók 2005-ben állított emlékműve
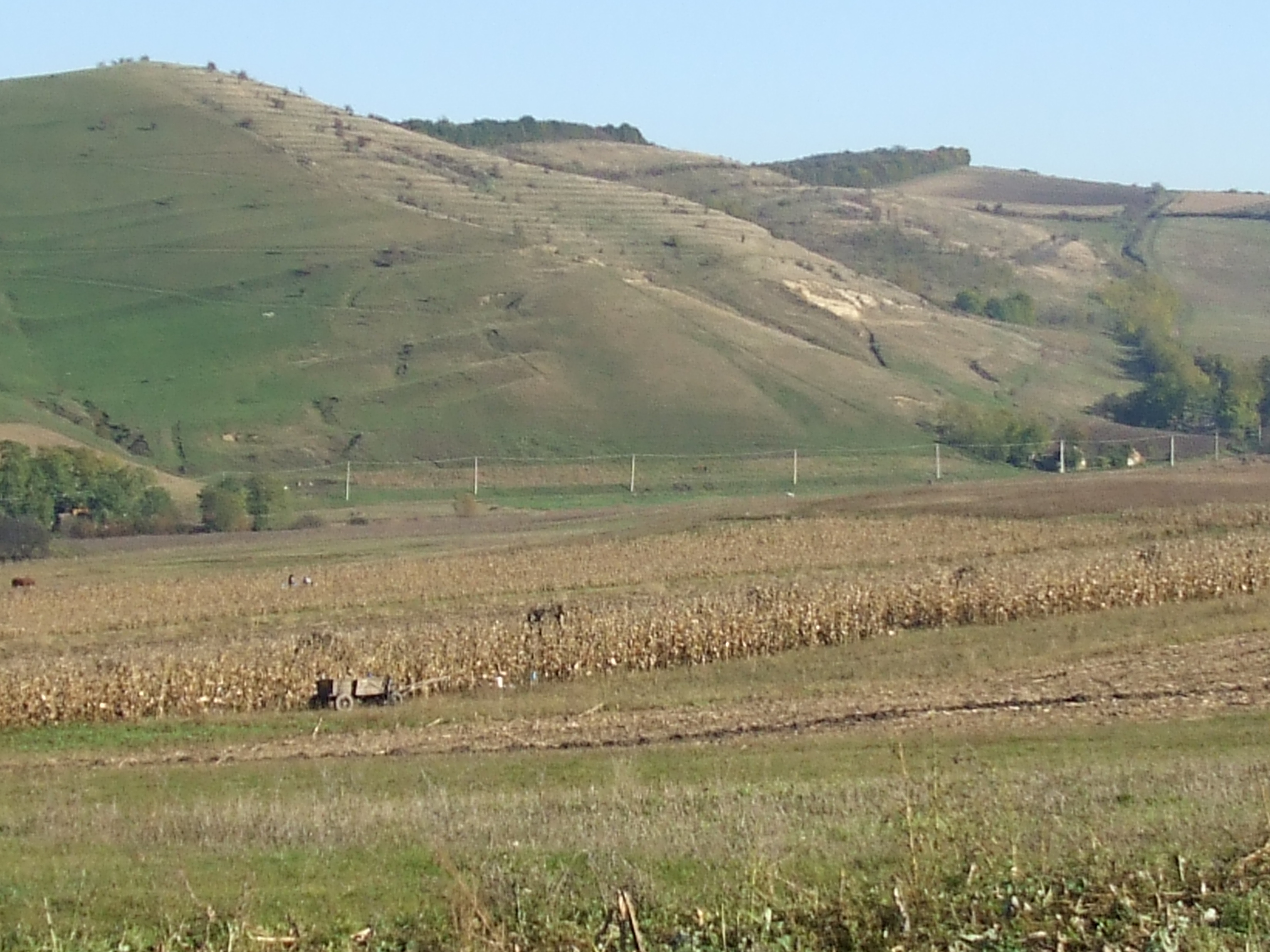
Dombok a falu határában
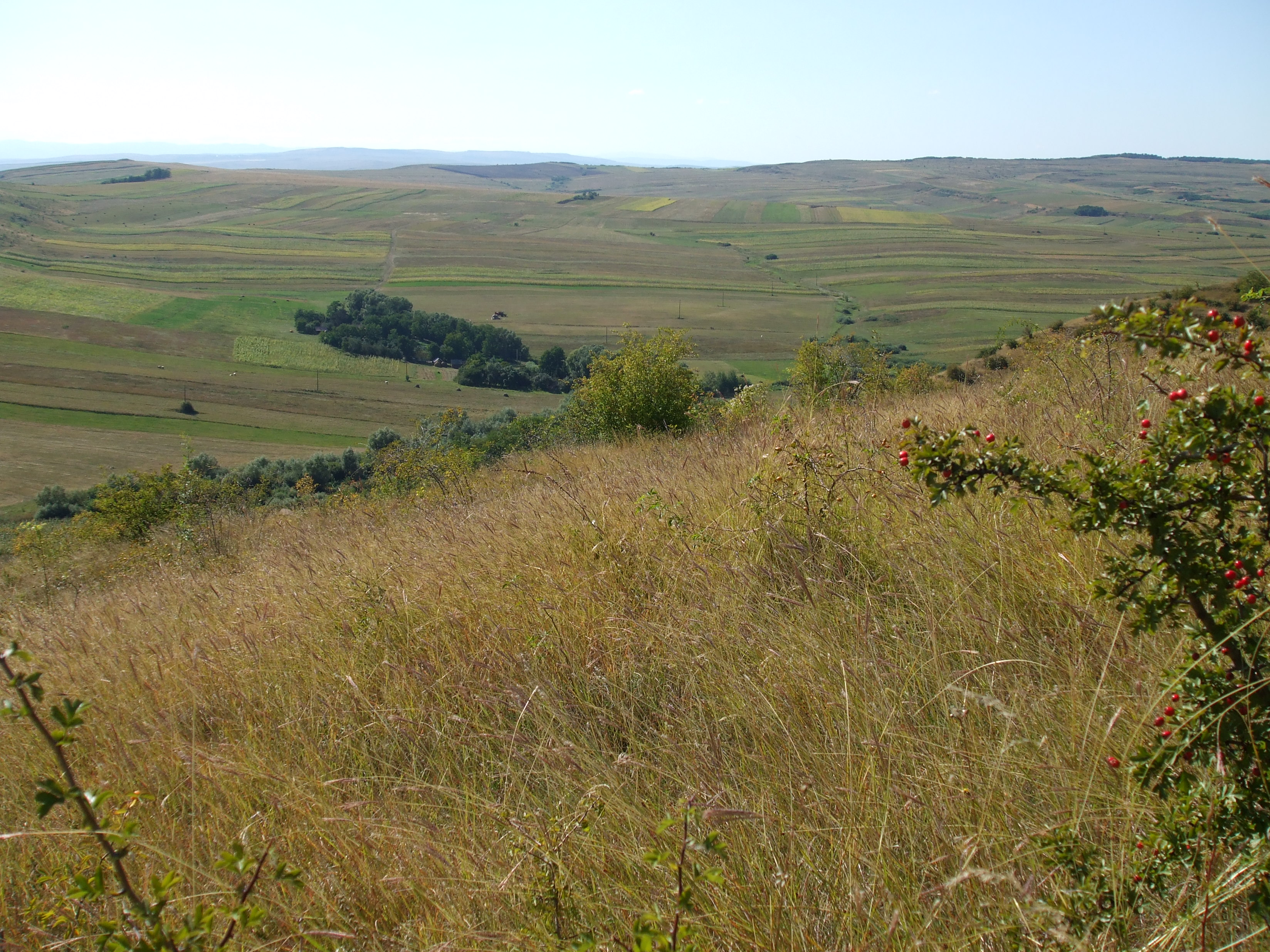